# Tryphopsichara australiana
Tryphopsichara australiana – gatunek chrząszcza z rodziny kusakowatych i podrodziny rydzenic, jedyny z monotypowego rodzaju Tryphopsichara.
Rodzaj i gatunek typowy opisał po raz pierwszy w 2015 roku Roberto Pace na łamach „Beiträge zur entomologie”. Jako lokalizację typową wskazano Agent Hill w Bowraville w australijskiej Nowej Południowej Walii. Epitet gatunkowy pochodzi od tejże lokalizacji.
Chrząszcz o wydłużonym, błyszczącym ciele długości 3 mm. Głowa jest ruda, wyraźnie siateczkowana, gęsto i wyraźnie punktowana, o skroniach dłuższych niż oczy i zaopatrzonych w bruzdy, a wardze górnej zaopatrzonej w dwa kolce na krawędzi przedniej. Czułki mają żółtawobrązowe człony od pierwszego do czwartego i podstawę piątego oraz brązową część dalszą; człon pierwszy jest dłuższy niż drugi, trzeci krótszy niż drugi, a człony od piątego do dziesiątego mają kształt poprzeczny. żuwaczki są bardzo długie i smukłe. Głaszczki szczękowe budują cztery człony, z których drugi jest wąski, trzeci szeroki, a ostatni bardzo krótki. Warga dolna ma krótki i krótko rozcięty na szczycie języczek, niewystające ku przodowi przyjęzyczki, wyciętą przednią krawędź bródki i trójczłonowe, szerokie głaszczki. Rude przedplecze jest powierzchownie siateczkowane oraz gęsto i wyraźnie punktowane. Takie same punktowanie i siateczkowanie obecne jest na pokrywach, które to są rude z brązową plamą w tylnej połowie niedochodzącą do tylnych ich krawędzi. Wyrostek śródpiersia jest na szczycie zaostrzony, a nasada śródpiersia opatrzona krótkim kilem. Odnóża są rude. Stopy przedniej i środkowej pary budują cztery człony, a ostatniej pięć członów. Odwłok jest gęsto i wyraźnie punktowany, z wyjątkiem czterech nasadowych tergitów siateczkowany. Barwa odwłoka jest ruda z brązowymi nasadami tergitów od trzeciego do piątego.
Owad endemiczny dla Australii, znany tylko z lokalizacji typowej. 